# روز والدین
روز والدین در روز ۸ مه گرامی داشته می‌شود. این نامگذاری، در سال ۱۹۷۳ در کره‌جنوبی ایجاد شد و جایگزین روز مادر شد که قبلاً در روز ۸ مه برگزار می‌شد و شامل جشن‌های عمومی و خصوصی می‌شود. روز والدین در ایالات متحده، در سال ۱۹۹۴ در زمان ریاست جمهوری بیل کلینتون ایجاد شد. روز اول ژوئن نیز توسط سازمان ملل متحد به عنوان «روز جهانی والدین» اعلام شده است تا نشانه‌ای از قدردانی مسئولیت‌پذیری والدین نسبت به فرزندانشان باشد. در فیلیپین، اگرچه این روز به‌طور دقیق رعایت نشده یا جشن گرفته نمی‌شود، اما اولین دوشنبه ماه دسامبر هر سال به عنوان روز والدین اعلام می‌شود.

## بین‌المللی
سازمان ملل متحد «جهت قدردانی از تمام والدین در سراسر جهان به خاطر مسئولیت‌پذیری فداکارانه در قبال فرزندان و فداکاری مادام العمر جهت پروراندن این رابطه» روز اول ماه ژوئن را به عنوان روز جهانی والدین تعیین کرد‌.

## ایالات متحده
در ایالات متحده، روز والدین در چهارمین یکشنبه ماه ژوئیه برگزار می‌شود. این امر در سال ۱۹۹۴، زمانی که رئیس‌جمهور بیل کلینتون قطعنامه کنگره را جهت تبدیل به قانون (36 U.S.C. § 135) به امضا رساند، برقرار شد و جهت «به رسمیت شناختن، ارتقاء و حمایت از نقش والدین در تربیت فرزندان» بود. این لایحه توسط سناتور جمهوری‌خواه ترنت لات ارائه شده بود. این طرح توسط اعضای کلیسای اتحاد مورد حمایت قرار گرفت که همچنین آنها یک روز تعطیل را به نام روز والدین جشن می‌گیرند، هرچند در تاریخ دیگری است. روز والدین در سراسر ایالات متحده جشن گرفته می‌شود.

## کره جنوبی

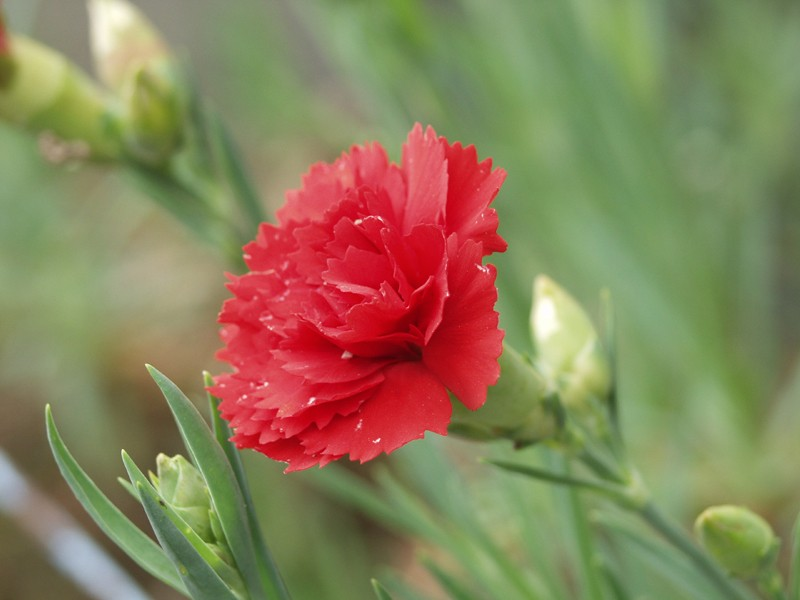
گل میخک قرنفلی که معمولاً با نام گل میخک شناخته می‌شود، گلی است که نماد روز والدین می‌باشد و در کره جنوبی در روز والدین توسط فرزندان به والدین هدیه داده می‌شود.

در کره جنوبی، روز والدین (کره‌ای: 어버이날 جشنواره Eobeoinal) هر سال در روز ۸ مه برگزار می‌شود. روز والدین هم توسط مردم و هم توسط دولت جشن گرفته می‌شود. رویدادهای خانوادگی مرتبط با این جشن بر والدین تمرکز دارد که از جمله اقدامات رایج می‌توان به دادن گل میخک به والدین اشاره کرد. تعیین روز والدین به عنوان یک جشن سالانه و استفاده از گل میخک در مراسم، ریشه در فرهنگ مسیحی ایالات متحده دارد. دین و فرهنگ غربی و همچنین ایده‌های کنفوسیوسی با هم ترکیب شدند تا روز والدین به یک روز تعطیل مرسوم تبدیل شود. رویدادهای عمومی توسط وزارت بهداشت و رفاه برگزار می‌شود و جشن و جوایز عمومی را در بر می‌گیرد.
ریشه روز والدین را می‌توان به دهه ۱۹۳۰ میلادی نسبت داد. از سال ۱۹۳۰، برخی از جوامع مسیحی مبادرت به جشن گرفتن روز مادر یا روز والدین کردند. این سنت با فرهنگ سنتی کنفوسیوس کره ترکیب شد و در نهایت روز مادر شکل گرفت. در سال ۱۹۵۶، شورای دولتی کره جنوبی روز ۸ مه را به عنوان روز مادر در هر سال تعیین کرد. با این وجود مسئله روز پدر هم مطرح شد و در روز ۳۰ مارس ۱۹۷۳، روز ۸ مه طبق فرمان ریاست جمهوری ۶۶۱۵ یا مقررات مربوط به تعطیلات مختلف (각종 기념일 등에 관한 규정) به عنوان روز والدین تعیین شد. وقتی روز والدین برای اولین بار ایجاد شد، کل هفته هم به همراه روز هشتم به عنوان هفته احترام به سالمندان تعیین شد، اما هفته احترام به سالمندان در ماه مه ۱۹۹۷ لغو گردید و ماه اکتبر به ماه احترام به سالمندان تبدیل شد.